# Liste deutscher Bezeichnungen bessarabiendeutscher Orte
Diese Liste enthält in alphabetischer Reihenfolge die Namen der etwa 150 bessarabiendeutschen Wohnsiedlungen einschließlich von Gutshöfen in Bessarabien unter Angabe des Gründungsjahrs, der deutschstämmigen Bewohnerzahl und der nichtdeutschen Bewohnerzahl im Jahre 1940.
Die Orte waren von Bessarabiendeutschen bis zu ihrer Umsiedlung ins Deutsche Reich im Herbst 1940 bewohnt. Anlass der Umsiedlung war die Besetzung Bessarabiens durch die Sowjetunion Mitte 1940.
Eine weitere Liste (siehe unten) enthält Siedlungen in Bessarabien, in denen Bessarabiendeutsche als Minderheit lebten.

## A
| Siedlungsname             | Gründungsjahr | deutschstämmige Einwohnerzahl (1940) | nichtdeutsche Einwohnerzahl (1940) | heutiger Name                                        | heutige Lage                         |
| ------------------------- | ------------- | ------------------------------------ | ---------------------------------- | ---------------------------------------------------- | ------------------------------------ |
| Akembet (rumän. Achembet) | ?             | ?                                    | ?                                  | Bilenke/Біленьке                                     | Ukraine Rajon Bilhorod-Dnistrowskyj  |
| Albota                    | 1880          | 872                                  | 85                                 | Albota de Sus                                        | Republik Moldau, Rajon Taraclia      |
| Alexanderfeld             | 1908          | 696                                  | 7                                  | Alexanderfeld, früher Alexandru cel Bun oder Cîmpeni | Republik Moldau, Rajon Cahul         |
| Alexandrowka              | 1908          | 688                                  | 173                                | Ortsteil Alexăndrești von Burlacu (Cahul)            | Republik Moldau, Rajon Cahul         |
| Alt-Elft                  | 1816          | 1549                                 | 36                                 | Sadowe                                               | Ukraine, Rajon Arzys                 |
| Alt-Onesti                | 1885          | 351                                  | 20                                 | Onești                                               | Republik Moldau, Rajon Hîncești      |
| Alt-Posttal               | 1823          | 1564                                 | 47                                 | Malojaroslawez Druhyj                                | Ukraine, Rajon Tarutyne              |
| Andrejewka                | 1892          | 415                                  | 8                                  | Andrijiwka/Андріївка                                 | Ukraine, Rajon Bilhorod-Dnistrowskyj |
| Annowka (Manscha)         | 1908          | 425                                  | -                                  | heute Furatiwka nordwestlich von Minjajliwka         | Ukraine, Rajon Sarata                |
| Alt-Arzis                 | 1816          | 1789                                 | 1222                               | Arzys/Арциз                                          | Ukraine, Rajon Arzys                 |

## B
| Siedlungsname       | Gründungsjahr | deutschstämmige Einwohnerzahl (1940) | nichtdeutsche Einwohnerzahl (1940) | heutiger Name                                        | heutige Lage                         |
| ------------------- | ------------- | ------------------------------------ | ---------------------------------- | ---------------------------------------------------- | ------------------------------------ |
| Baimaklia           | 1912          | 158                                  | -                                  | Baimaclia                                            | Republik Moldau, Rajon Cantemir      |
| Bajusch             | 1910          | 101                                  | 6                                  | Băiuș                                                | Republik Moldau, Rajon Leova         |
| Balaban             | 1920          | 126                                  | 8                                  | Balabanu                                             | Republik Moldau, Rajon Taraclia      |
| Balabanka Gut       | 1912          | 4                                    | -                                  | zerstört, bei Mykolajiwka/Миколаївка                 | Ukraine, Rajon Bilhorod-Dnistrowskyj |
| Balaktschelly       | 1899          | 189                                  | -                                  | Welykorybalske/Великорибальське                      | Ukraine, Rajon Sarata                |
| Balmas (katholisch) | 1886          | 366                                  | 2                                  | Balmaz                                               | Republik Moldau, Rajon Anenii Noi    |
| Basyrjamka          | 1891          | 386                                  | 6                                  | Basarjanka/Базар'янка                                | Ukraine, Rajon Tatarbunary           |
| Benkendorf          | 1863          | 461                                  | 9                                  | südlicher Teil von Welykomarjaniwka/Великомар'янівка | Ukraine, Rajon Bilhorod-Dnistrowskyj |
| Beresina            | 1815          | 2653                                 | 314                                | Soborne/Березине                                     | Ukraine, Rajon Bolhrad               |
| Bergdorf            | 1821          | 375                                  | -                                  | Cazangic                                             | Republik Moldau, Rajon Leova         |
| Blumental           | 1881          | 180                                  | 218                                | Hîrtop                                               | Republik Moldau, Rajon Cimișlia      |
| Borodino            | 1814          | 2719                                 | 44                                 | Budschak/Бородіно                                    | Ukraine, Rajon Tarutyne              |
| Bratuleni           | 1896          | 52                                   | 20                                 | Brătuleni                                            | Republik Moldau, Rajon Nisporeni     |
| Brienne             | 1816          | 1820                                 | 23                                 | südlicher Teil von Arzys                             | Ukraine, Rajon Arzys                 |

## D
| Siedlungsname  | Gründungsjahr | deutschstämmige Einwohnerzahl (1940) | nichtdeutsche Einwohnerzahl (1940) | heutiger Name             | heutige Lage         |
| -------------- | ------------- | ------------------------------------ | ---------------------------------- | ------------------------- | -------------------- |
| Demir-Chadschi | 1860          | 96                                   | 3                                  | Selena Balka/Зелена Балка | Ukraine, Rajon Arzys |
| Dennewitz      | 1834          | 554                                  | 28                                 | Prjamobalka/Прямобалка    | Ukraine, Rajon Arzys |

## E
| Siedlungsname                     | Gründungsjahr | deutschstämmige Einwohnerzahl (1940) | nichtdeutsche Einwohnerzahl (1940) | heutiger Name                       | heutige Lage                         |
| --------------------------------- | ------------- | ------------------------------------ | ---------------------------------- | ----------------------------------- | ------------------------------------ |
| Ebenfeld                          | 1914          | 255                                  | 11                                 | Cîmpul Drept                        | Republik Moldau, Rajon Leova         |
| Eichendorf                        | 1908          | 584                                  | 15                                 | Doina                               | Republik Moldau, Rajon Cahul         |
| Eigenfeld                         | 1880          | 688                                  | 36                                 | Nadeschda                           | Ukraine, Rajon Sarata                |
| Eigengut-Schimke (Chutor Schimke) | 1895          | 56                                   | -                                  | zerstört, westlich von Karnalijiwka | Ukraine, Rajon Bilhorod-Dnistrowskyj |
| Eigenheim                         | 1861          | 572                                  | 30                                 | Seleniwka                           | Ukraine, Rajon Bilhorod-Dnistrowskyj |
| Emmental (katholisch)             | 1886          | 790                                  | 10                                 | Pervomaisc                          | Republik Moldau, Rajon Căușeni       |

## F
| Siedlungsname   | Gründungsjahr | deutschstämmige Einwohnerzahl (1940) | nichtdeutsche Einwohnerzahl (1940) | heutiger Name                    | heutige Lage                 |
| --------------- | ------------- | ------------------------------------ | ---------------------------------- | -------------------------------- | ---------------------------- |
| Freudenfeld     | 1880          | 10                                   | Mehrheit                           | Pschenytschne/Пшеничне           | Ukraine, Rajon Sarata        |
| Friedensfeld    | 1879          | 674                                  | 28                                 | Myrnopillja/Мирнопілля           | Ukraine, Rajon Sarata        |
| Friedenstal     | 1834          | 2194                                 | 26                                 | Myrnopillja/Мирнопілля           | Ukraine, Rajon Bolhrad       |
| Friedrichsdorf  | 1911          | 145                                  | 9                                  | Nowomykolajiwka/Миколаївка       | Ukraine, Rajon Kilija        |
| Fundu Saratzika | 1892          | 140                                  | 270                                | Sărățica Nouă                    | Republik Moldau, Rajon Leova |
| Fürstenfeld I   | 1895          | 358                                  | 3                                  | nordöstlicher Teil von Cneazevca | Republik Moldau, Rajon Leova |
| Fürstenfeld II  | 1895          | 479                                  | 10                                 | südwestlicher Teil von Cneazevca | Republik Moldau, Rajon Leova |

## G
| Siedlungsname          | Gründungsjahr | deutschstämmige Einwohnerzahl (1940) | nichtdeutsche Einwohnerzahl (1940) | heutiger Name                            | heutige Lage                         |
| ---------------------- | ------------- | ------------------------------------ | ---------------------------------- | ---------------------------------------- | ------------------------------------ |
| Glückstal              | 1911          | 212                                  | -                                  | Hlinaia                                  | Republik Moldau, Rajon Sîngerei      |
| Gnadenfeld             | 1881          | 735                                  | 23                                 | Blahodatne/Благодатне                    | Ukraine, Rajon Sarata                |
| Gnadenheim             | 1909          | 49                                   | -                                  | zerstört, westlich von Mykolajiwka       | Ukraine, Rajon Tarutyne              |
| Gnadental              | 1830          | 1210                                 | 35                                 | Dolyniwka/Долинівка                      | Ukraine, Rajon Bolhrad               |
| Gut Gerling            | 1907          | 5                                    | -                                  | zerstört, nördlich von Welykomarjaniwka  | Ukraine, Rajon Bilhorod-Dnistrowskyj |
| Gut Faas               | 1907          | 4                                    | -                                  | zerstört, nördlich von Welykomarjaniwka  | Ukraine, Rajon Bilhorod-Dnistrowskyj |
| Gut Fuchs (Balabanka)  | 1898          | ?                                    | ?                                  | zerstört, südöstlich von Mykolajiwka     | Ukraine, Rajon Bilhorod-Dnistrowskyj |
| Gut Kroll              | ?             | ?                                    | ?                                  | zerstört, nördlich von Wyschnjaky        | Ukraine, Rajon Arzys                 |
| Gut Negrowo-Enßlen     | 1889          | 25                                   | 56                                 | zerstört, bei Nehrowe                    | Ukraine, Rajon Sarata                |
| Gut Reiman             | 1925          | 4                                    | -                                  | zerstört, östlich von Mykolajiwka        | Ukraine, Rajon Bilhorod-Dnistrowskyj |
| Gut Gerstenberger      | 1898          | ?                                    | ?                                  | zerstört, nördlich von Wwedenka          | Ukraine, Rajon Tarutyne              |
| Gut Kurz (Balabanka)   | ?             | ?                                    | ?                                  | zerstört, südlich von Mykolajiwka        | Ukraine, Rajon Bilhorod-Dnistrowskyj |
| Gut Irion (Balabanka)  | ?             | ?                                    | ?                                  | zerstört, östlich von Mykolajiwka        | Ukraine, Rajon Bilhorod-Dnistrowskyj |
| Gut Roduner            | ?             | ?                                    | ?                                  | zerstört, südlich von Wyschnjaky         | Ukraine, Rajon Arzys                 |
| Gut Singer             | 1902          | 60                                   | 6                                  | südlich von Anenii Noi                   | Republik Moldau, Rajon Anenii Noi    |
| Gut Schulzenheim       | 1907          | ?                                    | ?                                  | zerstört, nördlich von Basarjanka        | Ukraine, Rajon Tatarbunary           |
| Gut Schlenker          | ?             | ?                                    | ?                                  | zerstört, bei Nowi Kaplany               | Ukraine, Rajon Arzys                 |
| Gutheim                | 1908          | 30                                   | -                                  | zerstört, nordwestlich von Petropawliwka | Ukraine, Rajon Sarata                |
| Gut Roemmich (Weingut) | ?             | ?                                    | ?                                  | bei Ustia                                | Republik Moldau, Rajon Dubăsari      |
| Gut Wladimirowka       | ?             | ?                                    | ?                                  | Wolodymyriwka                            | Ukraine, Rajon Tarutyne              |

## H
| Siedlungsname    | Gründungsjahr | deutschstämmige Einwohnerzahl (1940) | nichtdeutsche Einwohnerzahl (1940) | heutiger Name                     | heutige Lage                         |
| ---------------- | ------------- | ------------------------------------ | ---------------------------------- | --------------------------------- | ------------------------------------ |
| Halle (Alisowka) | 1894          | 206                                  | -                                  | zerstört, nordwestlich von Selene | Ukraine, Rajon Bilhorod-Dnistrowskyj |
| Hannowka         | 1896          | 420                                  | -                                  | Hanniwka/Ганнівка                 | Ukraine, Rajon Bolhrad               |
| Hartop           | 1924          | 100                                  | -                                  | Hîrtop                            | Republik Moldau, Rajon Leova         |
| Helenowka        | 1895          | 314                                  | -                                  | zerstört, nördlich von Ucrainca   | Republik Moldau, Rajon Căușeni       |
| Hirtenheim       | 1887          | 342                                  | -                                  | Ciobanovca                        | Republik Moldau, Rajon Anenii Noi    |
| Hoffmannsfeld    | 1922          | 164                                  | 95                                 | Rosa/Роза                         | Ukraine, Rajon Tarutyne              |
| Hoffnungsfeld    | 1864          | 307                                  | -                                  | Nadeschdiwka/Надеждівка           | Ukraine, Rajon Bolhrad               |
| Hoffnungstal     | 1842          | 1930                                 | 59                                 | zerstört, östlich von Budschak    | Ukraine, Rajon Tarutyne              |

## J
| Siedlungsname | Gründungsjahr | deutschstämmige Einwohnerzahl (1940) | nichtdeutsche Einwohnerzahl (1940) | heutiger Name | heutige Lage                       |
| ------------- | ------------- | ------------------------------------ | ---------------------------------- | ------------- | ---------------------------------- |
| Jakobstal     | 1873          | 498                                  | 16                                 | Lazo          | Republik Moldau, Rajon Ștefan Vodă |
| Jargara       | 1882          | 240                                  | Mehrheit                           | Iargara       | Republik Moldau, Rajon Leova       |
| Jekaterinowka | 1908          | 706                                  | 44                                 | Ecaterinovca  | Republik Moldau, Rajon Cimișlia    |
| Josefsdorf    | 1865          | 379                                  | -                                  | Platschynda   | Ukraine, Rajon Tarutyne            |

## K
| Siedlungsname       | Gründungsjahr | deutschstämmige Einwohnerzahl (1940) | nichtdeutsche Einwohnerzahl (1940) | heutiger Name                       | heutige Lage                       |
| ------------------- | ------------- | ------------------------------------ | ---------------------------------- | ----------------------------------- | ---------------------------------- |
| Kamtschatka         | 1893          | 292                                  | 5                                  | zerstört, westlich von Kotschkuwate | Ukraine, Rajon Tatarbunary         |
| Kaschpalat          | 1911          | 286                                  | 43                                 | Nowi Kaplany/Нові Каплани           | Ukraine, Rajon Arzys               |
| Katlebug            | 1895          | 390                                  | 3                                  | zerstört, südlich von Schowtyj Jar  | Ukraine, Rajon Tatarbunary         |
| Katzbach            | 1821          | 1159                                 | -                                  | Luschanka/Лужанка                   | Ukraine, Rajon Tarutyne            |
| Ketrossy            | 1912          | 237                                  | 12                                 | Chetrosu                            | Republik Moldau, Rajon Anenii Noi  |
| Kisil               | 1909          | 223                                  | 8                                  | Ștefan Vodă                         | Republik Moldau, Rajon Ștefan Vodă |
| Klöstitz            | 1815          | 3212                                 | 82                                 | Wessela Dolyna/Весела Долина        | Ukraine, Rajon Bolhrad             |
| Kolatschowka        | 1908          | 665                                  | 10                                 | Kalatschiwka                        | Ukraine, Rajon Tarutyne            |
| Korntal I           | 1886          | 199                                  | -                                  | zerstört, bei Passitschne           | Ukraine, Rajon Sarata              |
| Korntal II          | 1929          | 180                                  | 155                                | zerstört, bei Passitschne           | Ukraine, Rajon Sarata              |
| Krasna (katholisch) | 1814          | 3511                                 | 89                                 | Krasne/Красне                       | Ukraine, Rajon Bolhrad             |
| Kulm                | 1815          | 1711                                 | 51                                 | Pidhirne                            | Ukraine, Rajon Tarutyne            |
| Kurudschika         | 1881          | 707                                  | -                                  | Suchuwate/Сухувате                  | Ukraine, Rajon Tarutyne            |

## L
| Siedlungsname      | Gründungsjahr | deutschstämmige Einwohnerzahl (1940) | nichtdeutsche Einwohnerzahl (1940) | heutiger Name                      | heutige Lage                      |
| ------------------ | ------------- | ------------------------------------ | ---------------------------------- | ---------------------------------- | --------------------------------- |
| Larga (katholisch) | 1891          | 110                                  | 550                                | Larga                              | Republik Moldau, Rajon Anenii Noi |
| Leipzig            | 1815          | 2302                                 | 290                                | Serpnewe/Серпневе                  | Ukraine, Rajon Tarutyne           |
| Lichtental         | 1834          | 2067                                 | 95                                 | Switlodolynske/Світлодолинське     | Ukraine, Rajon Sarata             |
| Lunga              | 1907          | 163                                  | 7                                  | zerstört, nordöstlich von Petriwka | Ukraine, Rajon Tarutyne           |
| Luxemburg          | 1929          | 83                                   | 7                                  | zerstört, nördlich von Basarjanka  | Ukraine, Rajon Tatarbunary        |

## M
| Siedlungsname | Gründungsjahr | deutschstämmige Einwohnerzahl (1940) | nichtdeutsche Einwohnerzahl (1940) | heutiger Name                    | heutige Lage                         |
| ------------- | ------------- | ------------------------------------ | ---------------------------------- | -------------------------------- | ------------------------------------ |
| Maltscha      | 1911          | 8                                    | 9                                  | zerstört, nördlich von Dmytriwka | Ukraine, Rajon Ismajil               |
| Mannsburg     | 1862          | 944                                  | 34                                 | Oleksijiwka                      | Ukraine, Rajon Bilhorod-Dnistrowskyj |
| Manukbejewka  | 1893          | 672                                  | -                                  | Frumușica                        | Republik Moldau, Rajon Leova         |
| Maraslienfeld | 1880          | 962                                  | 3                                  | Maraslijiwka                     | Ukraine, Rajon Bilhorod-Dnistrowskyj |
| Marienfeld    | 1911          | 780                                  | 32                                 | Marienfeld, früher Pervomaisc    | Republik Moldau, Rajon Cimișlia      |
| Mariental     | 1925          | 583                                  | 7                                  | Semionovca                       | Republik Moldau, Rajon Hîncești      |
| Mariewka      | 1892          | 472                                  | 24                                 | Marianca de Sus                  | Republik Moldau, Rajon Căușeni       |
| Mathildendorf | 1858          | 401                                  | 12                                 | Matyldiwka/Матильдівка           | Ukraine, Rajon Tarutyne              |
| Mintschuna    | 1868          | 470                                  | 14                                 | Slobidka/Слобідка                | Ukraine, Rajon Tarutyne              |
| Mischeny      | 1912          | 83                                   | -                                  | Meșeni                           | Republik Moldau, Rajon Leova         |
| Missowka      | 1907          | 75                                   | 406                                | Misovca                          | Republik Moldau, Rajon Ialoveni      |

## N
| Siedlungsname                    | Gründungsjahr | deutschstämmige Einwohnerzahl (1940) | nichtdeutsche Einwohnerzahl (1940) | heutiger Name                           | heutige Lage                         |
| -------------------------------- | ------------- | ------------------------------------ | ---------------------------------- | --------------------------------------- | ------------------------------------ |
| Netusche Weiler                  | 1926          | 15                                   | -                                  | zerstört, nördlich von Iujnoe           | Republik Moldau, Rajon Cahul         |
| Neu-Alexandrowka                 | 1911          | 151                                  | -                                  | zerstört, nordwestlich von Karnalijiwka | Ukraine, Rajon Bilhorod-Dnistrowskyj |
| Neu-Annowka                      | 1897          | 163                                  | -                                  | Furatiwka/Фуратівка                     | Ukraine, Rajon Sarata                |
| Neu-Arzis                        | 1824          | 849                                  | 8                                  | Wyschnjaky/Вишняки                      | Ukraine, Rajon Arzys                 |
| Neu-Brienne                      | 1934          | 149                                  | -                                  | zerstört, südlich von Arzys             | Ukraine, Rajon Arzys                 |
| Neu-Borodino                     | 1920          | 282                                  | -                                  | zerstört, bei Jewheniwka                | Ukraine, Rajon Tarutyne              |
| Neu-Dennewitz                    | 1913          | 175                                  | 27                                 | Svetlîi                                 | Republik Moldau, Gagausien           |
| Neu-Elft                         | 1825          | 985                                  | 33                                 | Nowoseliwka/Новоселівка                 | Ukraine, Rajon Arzys                 |
| Neu-Friedenstal                  | 1922          | 116                                  | -                                  | Nowomyrne/Новомирне                     | Ukraine, Rajon Arzys                 |
| Neu-Josefsdorf                   | 1923          | 95                                   | -                                  | zerstört, westlich von Platschynda      | Ukraine, Rajon Tarutyne              |
| Neu-Kureni                       | 1914          | 121                                  | 7                                  | Teil von Constantinovca                 | Republik Moldau, Rajon Căușeni       |
| Neu-Mariewka                     | 1922          | 168                                  | 7                                  | zerstört, nördlich von Marianca de Sus  | Republik Moldau, Rajon Căușeni       |
| Neu-Mathildendorf                | 1907          | 321                                  | -                                  | Nowosilka/Новосілка                     | Ukraine, Rajon Tarutyne              |
| Neu-Nikolajewka                  | 1889          | 573                                  | 32                                 | Anenii Noi                              | Republik Moldau, Rajon Anenii Noi    |
| Neu-Odessa                       | 1879          | 88                                   | 5                                  | Sabary/Забари                           | Ukraine, Rajon Sarata                |
| Neu-Onesti                       | 1890          | 324                                  | 3                                  | nördlicher Teil von Onești              | Republik Moldau, Rajon Hîncești      |
| Neu-Paris                        | 1910          | 500                                  | -                                  | Roschtscha/Роща                         | Ukraine, Rajon Bolhrad               |
| Neu-Postal                       | 1864          | 383                                  | 6                                  | Dolyniwka/Долинівка                     | Ukraine, Rajon Bilhorod-Dnistrowskyj |
| Neu-Sarata                       | 1890          | 570                                  | 15                                 | Sărata Nouă                             | Republik Moldau, Rajon Leova         |
| Neu-Seimeni                      | 1921          | 119                                  | 2                                  | Sadowe/Садове                           | Ukraine, Rajon Bilhorod-Dnistrowskyj |
| Neu-Strymba                      | 1860          | 479                                  | 300                                | Grinăuți                                | Republik Moldau, Rajon Rîșcani       |
| Neu-Tarutino                     | 1906          | 411                                  | 7                                  | Nowe Tarutyne/Нове Тарутине             | Ukraine, Rajon Tarutyne              |
| Neufall                          | 1867          | 240                                  | 11                                 | Wilne/Вільне                            | Ukraine, Rajon Bilhorod-Dnistrowskyj |
| Novi Troizky (auch Novo Troitzk) | etwa 1870     | ?                                    | ?                                  | Troița Nouă                             | Republik Moldau, Rajon Anenii Noi    |
| Nusstal                          | 1925          | 30                                   | -                                  | Hîrtop                                  | Republik Moldau, Rajon Taraclia      |

## P
| Siedlungsname | Gründungsjahr | deutschstämmige Einwohnerzahl (1940) | nichtdeutsche Einwohnerzahl (1940) | heutiger Name                                | heutige Lage                         |
| ------------- | ------------- | ------------------------------------ | ---------------------------------- | -------------------------------------------- | ------------------------------------ |
| Parapara      | 1916          | 160                                  | -                                  | zerstört, südlich von Schewtschenkowe        | Ukraine, Rajon Ismajil               |
| Paris         | 1816          | 1614                                 | 103                                | Wesselyj Kut/Веселий Кут                     | Ukraine, Rajon Bolhrad               |
| Paruschowka   | 1921          | 180                                  | 4                                  | Parușeni, nordwestlich von Musaitu           | Republik Moldau, Rajon Taraclia      |
| Pawlowka      | 1888          | 195                                  | -                                  | früher Pawliwka, nordwestlich von Blahodatne | Ukraine, Rajon Bilhorod-Dnistrowskyj |
| Peterstal     | 1873          | 122                                  | Mehrheit                           | Petriwsk/Петрівськ                           | Ukraine, Rajon Tarutyne              |
| Pharaonowka   | 1899          | 11                                   | Mehrheit                           | Faraoniwka/Фараонівка                        | Ukraine, Rajon Sarata                |
| Philippowka   | 1914          | 41                                   | -                                  | zerstört, östlich von Budschak               | Ukraine, Rajon Tarutyne              |
| Plotzk        | 1839          | 325                                  | -                                  | Plozk/Плоцьк                                 | Ukraine, Rajon Arzys                 |
| Pomasan       | 1911          | 182                                  | 8                                  | Pomasany/Помазани                            | Ukraine, Rajon Ismajil               |
| Popasdru      | 1922          | 169                                  | -                                  | Popasdra/Попаздра                            | Ukraine, Rajon Bilhorod-Dnistrowskyj |

## R
| Siedlungsname | Gründungsjahr | deutschstämmige Einwohnerzahl (1940) | nichtdeutsche Einwohnerzahl (1940) | heutiger Name       | heutige Lage                         |
| ------------- | ------------- | ------------------------------------ | ---------------------------------- | ------------------- | ------------------------------------ |
| Reulingen     | 1890          | 115                                  | 420                                | Jurjiwka/Юр'ївка    | Ukraine, Rajon Tarutyne              |
| Rohrbach      | 1887          | 540                                  | -                                  | Romanovca           | Republik Moldau, Rajon Leova         |
| Romanowka     | 1895          | 142                                  | 7                                  | Romaniwka/Романівка | Ukraine, Rajon Bilhorod-Dnistrowskyj |
| Rosenfeld     | 1890          | 112                                  | -                                  | Rosiwka/Розівка     | Ukraine, Rajon Sarata                |
| Rosental      | 1923          | 94                                   | -                                  | Colibabovca         | Republik Moldau, Rajon Leova         |
| Ryschkanowka  | 1865          | 374                                  | 22                                 | Rîșcani             | Republik Moldau, Rajon Rîșcani       |

## S
| Siedlungsname   | Gründungsjahr | deutschstämmige Einwohnerzahl (1940) | nichtdeutsche Einwohnerzahl (1940) | heutiger Name                       | heutige Lage                         |
| --------------- | ------------- | ------------------------------------ | ---------------------------------- | ----------------------------------- | ------------------------------------ |
| Sangerowka      | 1898          | 372                                  | -                                  | Nowomychajliwka/Новомихайлівка      | Ukraine, Rajon Tatarbunary           |
| Sarata          | 1822          | 2139                                 | 739                                | Sarata/Сарата                       | Ukraine, Rajon Sarata                |
| Sarazika Weiler | 1889          | 28                                   | 8                                  | Nowa Plachtijiwka/Нова Плахтіївка   | Ukraine, Rajon Sarata                |
| Sarjari         | 1860          | 319                                  | 600                                | Schowtyj Jar/Жовтий Яр              | Ukraine, Rajon Tatarbunary           |
| Schabolat       | 1840          | 303                                  | 2                                  | nordwestlicher Teil von Bilenke     | Ukraine, Rajon Bilhorod-Dnistrowskyj |
| Scholtoi        | 1865          | 286                                  | 23                                 | Șoltoaia                            | Republik Moldau, Rajon Fălești       |
| Schulzenheim    | 1907          | ?                                    | ?                                  | zerstört, nördlich von Basarjanka   | Ukraine, Rajon Tatarbunary           |
| Seimeny         | 1867          | 597                                  | 32                                 | Semeniwka/Семенівка                 | Ukraine, Rajon Bilhorod-Dnistrowskyj |
| Sofiental       | 1863          | 416                                  | 23                                 | Sofijiwka/Софіївка                  | Ukraine, Rajon Bilhorod-Dnistrowskyj |
| Sofiewka        | 1892          | 866                                  | 48                                 | Sofievca                            | Republik Moldau, Rajon Taraclia      |
| Stanhopka       | 1899          | 73                                   | 12                                 | zerstört, westlich von Plachtijiwka | Ukraine, Rajon Sarata                |
| Strassburg I    | 1878          | 238                                  | 8                                  | Poljanka/Полянка                    | Ukraine, Rajon Bilhorod-Dnistrowskyj |
| Strassburg II   | 1920          | 373                                  | 74                                 | Selene/Зелене                       | Ukraine, Rajon Bilhorod-Dnistrowskyj |
| Strymbeni       | 1881          | 498                                  | 7                                  | Strîmbeni                           | Republik Moldau, Rajon Hîncești      |

## T
| Siedlungsname  | Gründungsjahr | deutschstämmige Einwohnerzahl (1940) | nichtdeutsche Einwohnerzahl (1940) | heutiger Name                       | heutige Lage                         |
| -------------- | ------------- | ------------------------------------ | ---------------------------------- | ----------------------------------- | ------------------------------------ |
| Tamurka        | 1895          | 88                                   | -                                  | zerstört, nordwestlich von Wwedenka | Ukraine, Rajon Sarata                |
| Tarutino       | 1814          | 3746                                 | 2151                               | Tarutyne/Тарутине                   | Ukraine, Rajon Tarutyne              |
| Teplitz        | 1817          | 2498                                 | 234                                | Teplyzja/Теплиця                    | Ukraine, Rajon Arzys                 |
| Tschemtschelly | 1862          | 435                                  | 22                                 | Luhowe/Лугове                       | Ukraine, Rajon Sarata                |
| Tschiligider   | 1884          | 224                                  | 34                                 | Nowoseliwka/Новоселівка             | Ukraine, Rajon Bilhorod-Dnistrowskyj |

## U
| Siedlungsname | Gründungsjahr | deutschstämmige Einwohnerzahl (1940) | nichtdeutsche Einwohnerzahl (1940) | heutiger Name | heutige Lage                    |
| ------------- | ------------- | ------------------------------------ | ---------------------------------- | ------------- | ------------------------------- |
| Unter-Albota  | 1919          | 181                                  | 420                                | Albota de Jos | Republik Moldau, Rajon Taraclia |

## W
| Siedlungsname | Gründungsjahr | deutschstämmige Einwohnerzahl (1940) | nichtdeutsche Einwohnerzahl (1940) | heutiger Name                                 | heutige Lage                    |
| ------------- | ------------- | ------------------------------------ | ---------------------------------- | --------------------------------------------- | ------------------------------- |
| Wischniowka   | 1906          | 881                                  | 479                                | Vișniovca                                     | Republik Moldau, Rajon Cantemir |
| Wittenberg    | 1815          | 1451                                 | 63                                 | Malojaroslawez Perschyj/Малоярославець Перший | Ukraine, Rajon Tarutyne         |

## Wohnsiedlungen in Bessarabien mit deutscher Bevölkerung
Einige Bessarabiendeutsche lebten bis 1940 in städtischen und ländlichen Siedlungen Bessarabiens als Minderheit. In der folgenden Liste werden in alphabetischer Reihenfolge die Namen der Orte, die Zahl der deutschstämmigen Bewohner (ab 40 Personen) und der nichtdeutschen Bewohner im Jahre 1940 genannt:
| Siedlungsname | deutschstämmige Einwohnerzahl (1940) | nichtdeutsche Einwohnerzahl (1940) | heutiger Name                                | heutige Lage                         |
| ------------- | ------------------------------------ | ---------------------------------- | -------------------------------------------- | ------------------------------------ |
| Akkerman      | 97                                   | 28000                              | Bilhorod-Dnistrowskyj/Білгород-Дністровський | Ukraine, Rajon Bilhorod-Dnistrowskyj |
| Bender        | 80                                   | 31700                              | Bender                                       | Republik Moldau/Transnistrien        |
| Kischinew     | 120                                  | 120000                             | Chișinău                                     | Republik Moldau                      |
| Budaki        | 43                                   | 2000                               | Prymorske/Приморське                         | Ukraine, Rajon Bilhorod-Dnistrowskyj |
| Tartar-Bunar  | 45                                   | 11453                              | Tatarbunary/Татарбунари                      | Ukraine, Rajon Tatarbunary           |
| Romanowka     | 374                                  | 4783                               | Basarabeasca                                 | Republik Moldau, Rajon Basarabeasca  |
| Oloneschti    | 55                                   | 7622                               | Olănești                                     | Republik Moldau, Rajon Ștefan Vodă   |
| Hantscheschti | 153                                  | 5000                               | Hîncești                                     | Republik Moldau, Rajon Hîncești      |
| Raskajetzki   | 56                                   | 3260                               | Răscăieți                                    | Republik Moldau, Rajon Ștefan Vodă   |
| Schabo        | 113                                  | 6538                               | Schabo                                       | Ukraine, Rajon Bilhorod-Dnistrowskyj |
| Kongas        | 48                                   | ?                                  | Congaz                                       | Republik Moldau, Gagausien           |
| Leowa         | 80                                   | 6495                               | Leova                                        | Republik Moldau, Rajon Leova         |
| Mansyr        | 76                                   | 3600                               | Lisne/Лісне                                  | Ukraine, Rajon Tarutyne              |
| Tschimischlia | 45                                   | 7300                               | Cimișlia                                     | Republik Moldau, Rajon Cimișlia      |